# Thierry Benchetrit
Thierry Benchetrit (...) è un copilota di rally francese.

## Carriera
Nel 2015, su Toyota Prius, si è aggiudicato il titolo copiloti della FIA Alternative Energies Cup. Nel corso della stagione, con il pilota polacco Artur Prusak, ha vinto l'Ecorally San Marino - Vaticano, l'Ecorally della Mendola e l'Hi-Tech Ecomobility Rally di Atene, ed ha ottenuto il secondo posto all'Eco Snow Trophy di Fiera di Primiero. Nella stagione successiva ha bissato il successo iridato e nel 2020 ha ottenuto il terzo titolo.